# Fritil·lària
Fritil·laria (Fritillaria) és un gènere de plantes amb flor. És un gènere originari de les zones de clima temperat de l'hemisferi nord.
Hi ha unes 100 espècies de plantes fritil·làries, i diverses d'aquestes d'utilitzen en jardineria. Són plantes amb bulb generalment que floreixen a la primavera amb flors acampanades.

## Algunes espècies

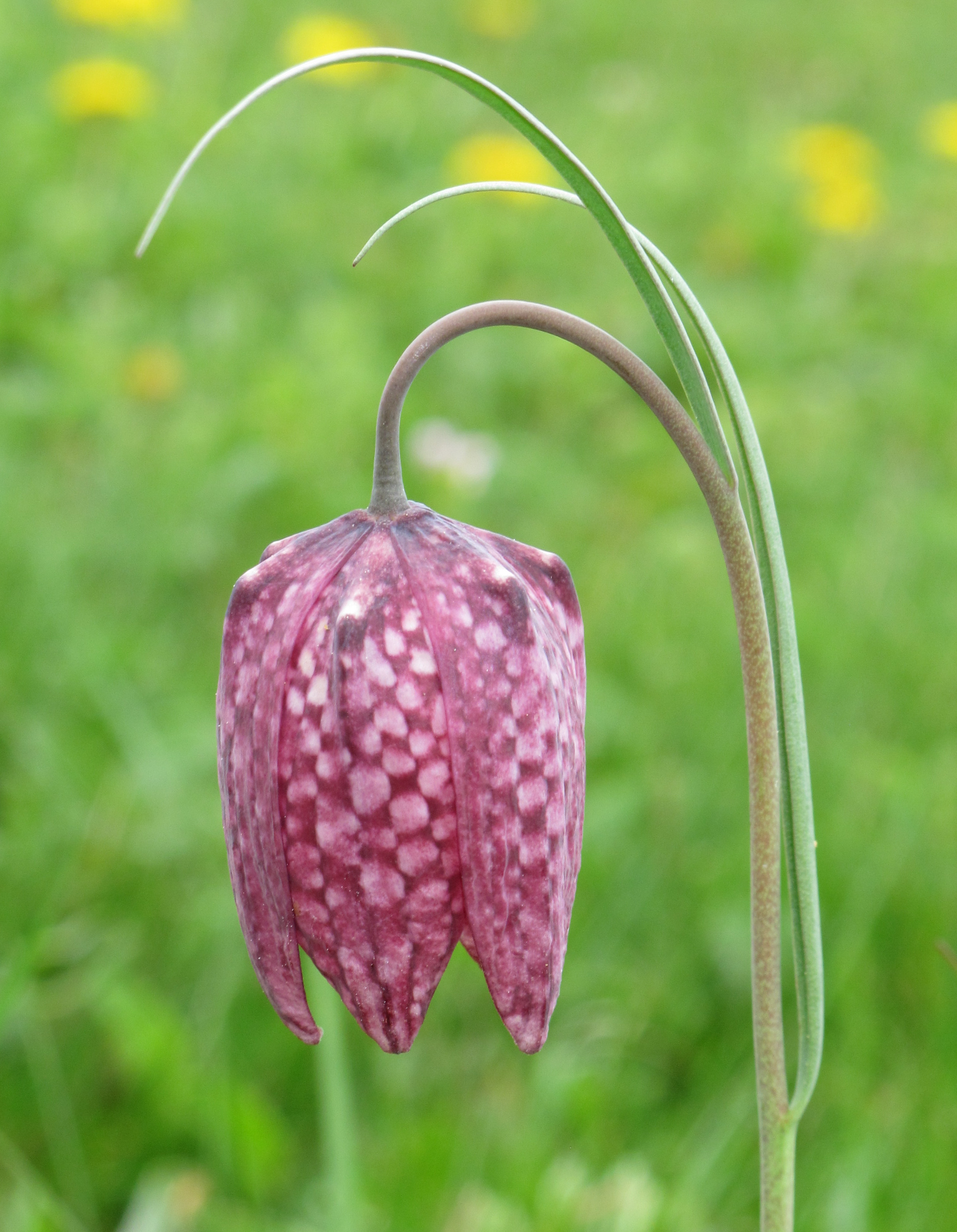
Fritillaria meleagris

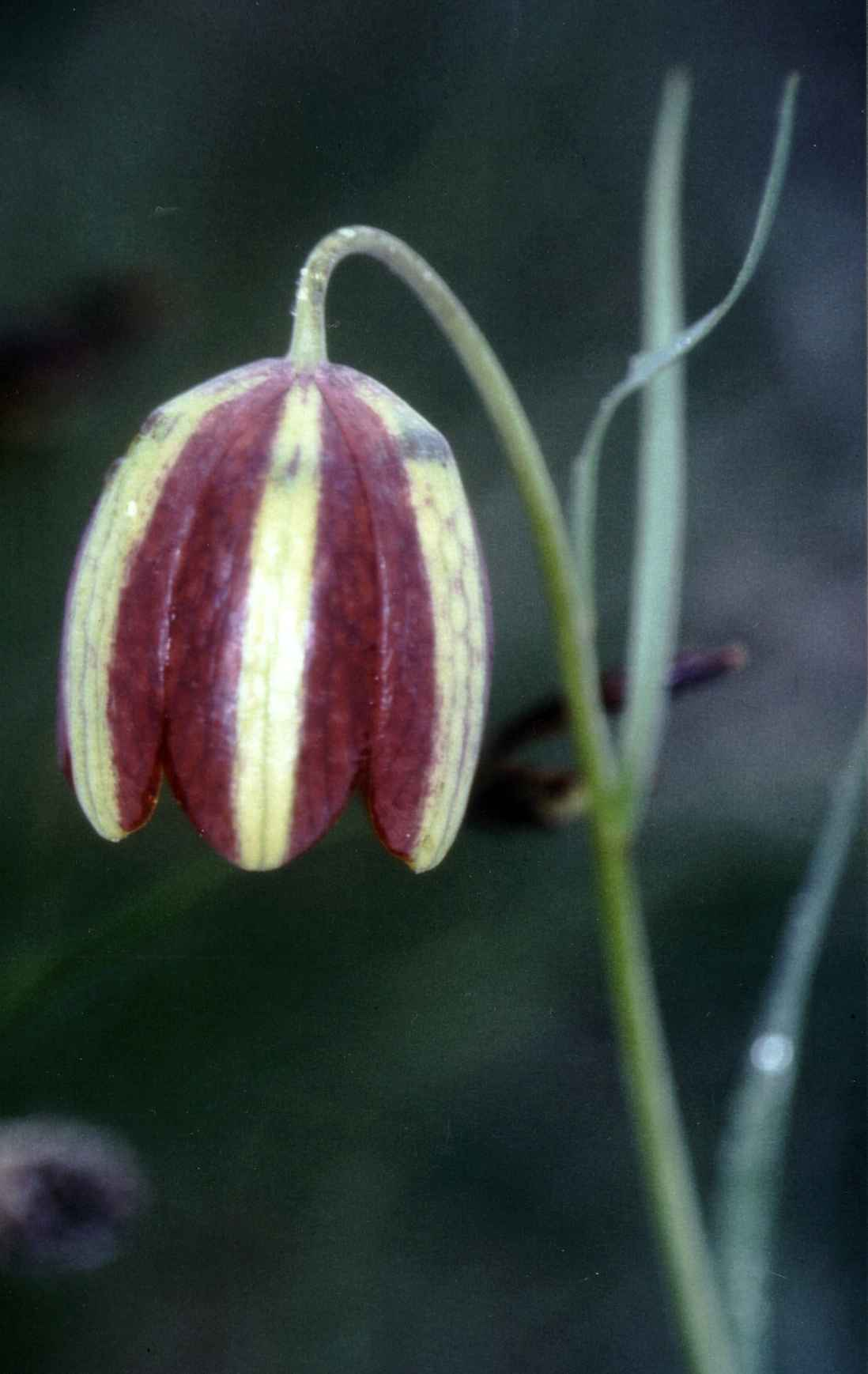
Fritillaria messanensis

| - Fritillaria acmopetala - Fritillaria affinis (Schultes i Schultes f.) - Fritillaria agrestis Greene - Fritillaria anhuiensis S.C.Chen i S.F.Yin - Fritillaria armena Boiss. - Fritillaria atropurpurea Nutt. - Fritillaria biflora Lindl. - Fritillaria brandegei Eastw. - Fritillaria camschatcensis (L.) Ker Gawl. - Fritillaria cirrhosa D.Don - Fritillaria conica Boiss. - Fritillaria crassicaulis S.C.Chen - Fritillaria dagana Turcz. ex Trautv. - Fritillaria dajinensis S.C.Chen - Fritillaria davidii Franch. - Fritillaria davisii Turrill - Fritillaria delavayi Franch. - Fritillaria drenovskii Degen i Stoj. - Fritillaria dzhabavae A.P.Khokhr. - Fritillaria eastwoodiae Macfarlane - Fritillaria eduardii Regel - Fritillaria ehrhartii Boiss. & Orph. - Fritillaria epirotica Turrill ex Rix - Fritillaria euboeica Rix - Fritillaria falcata (Jepson) D.E.Beetle - Fritillaria fusca Turrill - Fritillaria gentneri Gilkey - Fritillaria glauca Greene - Fritillaria graeca Boiss. & Spruner - Fritillaria grandiflora Grossh. - Fritillaria grayana Reichenb.f. i Baker - Fritillaria gussichiae (Degen & Dörfl.) Rix - Fritillaria imperialis L. - Fritillaria involucrata All. - Fritillaria karelinii Fisch. ex D. Don - Fritillaria kotschyana Herb. - Fritillaria kurdica Boiss. & Noë - Fritillaria lanceolata - Fritillaria latifolia Willd. - Fritillaria liliacea Lindl. - Fritillaria lusitanica Wikstr. - Fritillaria lutea Mill. - Fritillaria macedonica Bornm. - Fritillaria maximowiczii Freyn | - Fritil·lària meleagris L. - Fritillaria meleagroides Patrin ex Schult.f. - Fritillaria messanensis Raf. - Fritillaria micrantha Heller - Fritillaria monantha Migo - Fritillaria montana Hoppe - Fritillaria obliqua Ker Gawl. - Fritillaria ojaiensis A.Davids. - Fritillaria olgae Vved. - Fritillaria ophioglossifolia Freyn & Sint. - Fritillaria orientalis Adams - Fritillaria pallidiflora Schrenk - Fritillaria persica L. - Fritillaria pinetorum A.Davids. - Fritillaria pluriflora Torr. ex Benth. - Fritillaria pontica Wahlenb. - Fritillaria przewalskii Maxim. - Fritillaria pudica (Pursh) Spreng. - Fritillaria purdyi Eastw. - Fritillaria pyrenaica L. - Fritillaria raddeana Regel - Fritillaria recurva Benth. - Fritillaria regelii Losinsk. - Fritillaria rhodocanakis Orph. ex Baker - Fritillaria ruthenica Wikstr. - Fritillaria sichuanica S.C.Chen - Fritillaria sinica S.C.Chen - Fritillaria skorpilii Velen. - Fritillaria striata Eastw. - Fritillaria stribrnyi Velen. - Fritillaria taipaiensis P.Y.Li - Fritillaria thunbergii Miq. - Fritillaria tortifolia X.Z.Duan i X.J.Zheng - Fritillaria tubiformis Gren. i Godr. - Fritillaria tuntasia Heldr. ex Halácsy - Fritillaria unibracteata P.K.Hsiao i K.C.Hsia - Fritillaria ussuriensis Maxim. - Fritillaria verticillata Willd. - Fritillaria viridea Kellogg - Fritillaria walujewii Regel - Fritillaria yuminensis X.Z.Duan - Fritillaria yuzhongensis G.D.Yu i Y.S.Zhou |